# Війна в Малі
16 січня 2012 року кілька повстанських груп розпочали військову кампанію проти уряду Малі за незалежність або більшу автономію для півночі Малі — району, відомого як Азавад. Національний рух за звільнення Азаваду (MNLA), рух який очолив боротьбу туарегів за отримання Азавадом незалежності, взяв під свій контроль регіон у квітні 2012.
22 березня 2012 року президент Амаду Тумані Туре був повалений в результаті державного перевороту через його дії під час кризи за місяць до президентських виборів Повсталі солдати створили Національний комітет з відновлення демократії та держави, взяли під свій контроль Бамако і призупинили дію конституції Малі Як наслідок нестабільності після перевороту, Малі три найбільші північні міста — Кідаль, Гао і Томбукту — були захоплені повстанцями протягом трьох днів 5 квітня 2012, після захоплення Дуенци, MNLA заявила, що вона виконала свої завдання і скасувала подальший наступ. Наступного дня повстанці проголосили незалежність Азаваду від Малі
11 січня 2013 року президент Франції Франсуа Олланд заявив, про позитивне рішення на прохання уряду Малі щодо іноземної допомоги і що «французькі війська нададуть підтримку Малі»
19 лютого 2015 року було підписано угоду про припинення вогню. Однак бойові дії низької інтенсивності тривають.

## Передмова
На початку 1990-х, туарезькі і арабські номади утворили Mouvement Populaire de l'Azaouad /Народний Рух Азаваду (MPA) і оголосили війну за незалежність Азаваду Незважаючи на мирні угоди з урядом Малі в 1991 і 1995, зростаюче невдоволення серед колишніх вояків-туарегів, які були інтегровані у військо Малі, призвело до початку бойових дій у 2007 Незважаючи на історичні і релігійні розбіжності між MNLA і Ансар Дайн та Аль-Каїда у Західній Африці, ці угруповання у 2012 році розпочали бойові дії разом — туарезьке повстання.
MNLA був відгалуженням політичного руху — Національний рух за Азавад (ІАМ) до заколоту. Після закінчення лівійської громадянської війни, приплив зброї призвів до озброєння туарегів і підштовхнув їх у своїх вимогах за незалежність Азаваду. Потужність важкої зброї використаної у конфлікті, не має аналогів у попередніх туарезьких повстаннях, що вельми здивувало малійських посадових осіб і спостерігачів
Друга домінуюча туарезька група є ісламістська Ансар Дайн («Захисники віри»), спочатку воювала на боці MNLA проти уряду. На відміну від MNLA, вона не прагне до незалежності, а за запровадження шаріату на терені Малі Лідер руху Іяд Аг Галі брав участь у повстанні початку 1990-х, який пов'язаний з відгалуженням Аль-Каїди в країнах ісламського Магрибу (AQIM), на чолі якої стоїть його двоюрідний брат Гамада Аг Гама, а також Алжирський Département du Renseignement et de la Sécurité (DRS)
Малі переживає кілька криз відразу, що сприяє зростанню конфлікту: [79]
1. Державна криза: створення держави туарегів була довгостроковою метою MNLA, перше повстання відбулося у 1962. Після цього, Малі зазнала постійної боротьби за: збереження своєї території.
2. Продовольча криза: економіка Малі має крайню залежність від зовнішньої допомоги, що призвело до блокади з боку Економічне співтовариство країн Західної Африки. (ЕКОВАС) за для приборкання військової хунти[60]
3. Політична криза: заколот призвів до повалення президента.

## Туарезьке повстання
Перші напади відбулися під час повстання в Менаці, маленькому містечку на далекому Сході Малі, 16 — 17 січня 2012 року. 17 січня відбулися атаки у Агуелхок і Тессаліт. Малійський уряд стверджував, що відновив контроль над усіма трьома містами на наступний день. 24 січня, повстанці відбили Агуелхок у Малійської армії у якої скінчилися боєприпаси Наступного дня уряд Малі черговий раз відбив місто Уряд Малі почало повітряні і наземні операції за для повернення захопленого терену на тлі акцій протесту в Бамако і Каті малійський президент Амаду Тумані Туре потім відправив у відставку його старших командирів на туарезькому фронті
1 лютого 2012, MNLA повернули під свій контроль місто Менака. Наступ туарегів на півночі призвів до акцій протесту в столиці Бамако. Десятки малійських солдатів також були убиті в боях за Агуелхок. 6 лютого війська повстанців напали на Кідалі, регіональний центр
Повстанці просунулися до 125 кілометрів на Тімбукту і увійшли без бою в міста Діре і Гундам Ансар Дайн проголосило, що має контроль над Малійсько-Алжирським кордоном

## Державний переворот
21 березня 2012, солдати незадоволені ходом конфлікту напали на міністра оборони Садіо Гассама, який прибув за для перемовин. Потім вони закидали камінням автомобіль міністра, змушуючи його втекти з табору У той же день солдати штурмували президентський палац, змушуючи Туре до втечі
На наступний ранок, капітан Амаду Саного, голова новоствореного Національного комітету з відновлення демократії та держави (CNRDR), зробив телевізійний виступ, у якому заявив, що хунта призупинила дію конституції Малі і взяла під контроль владу у державі. Заколотники звинуватили Туре у повільному придушенні повстання і кепському озброєнні малійської армії як причину повстання CNRDR мало бути тимчасовим урядом, доки влада не перейде до нового, демократично обраного уряду
Переворот було «одноголосно засуджено» міжнародною спільнотою,, в тому числі Радою Безпеки Організації Об'єднаних Націй, Африканський союз, і Економічне співтовариство Західноафриканських держав (ЕКОВАС).
Проте після інавгурації Траоре, санкції були зняті.

### Продовження наступу туарезьких повстанців
Під час невизначеності після перевороту, туарезькі повстанці почали наступ з метою захоплення декількох міст і військових таборів залишених малійською армією
30 березня 2012 повстанці захопили контроль над Кідаль, а також Ансонго і Бурем в області Гао 31 березня місто Гао було захоплено повстанцями, прапори MNLA і Ансар Дайн замайоріли у місті Наступного дня, повстанці захопили Тімбукту. Швидкість і легкість, з якою повстанці взяли під свій контроль Північ Малі пояснюється в значній мірі невизначеністю під час перевороту.
6 квітня 2012, MNLA оголосило що вони захопили весь бажаний терен і проголосили незалежність від Малі.

## Ісламістсько-націоналістичний конфлікт, червень-листопад 2012
Після відступу з Азаваду малійських урядових військ між Ансар Дайн, MOJWA, і MNLA незабаром відбувся конфлікт один з одним.
5 квітня 2012, ісламісти, ймовірно, з AQIM або MOJWA, захопили алжирське консульство в Гао і взяли заручників MNLA вдалося домовитися про їх звільнення без насильства, і один з керманичів MNLA оголосив, що рух вирішив роззброїти інші збройні групи 8 квітня, головним чином арабська міліція — Національно-Визвольний Фронт Азаваду (FLNA) оголосила про свій намір виступити проти MNLA.
14 травня відбулося зіткнення вояків MNLA і протестуючих в Гао, за повідомленнями, поранені чотири і одна людина загинула 6 червня, мешканці Кидалі протестували проти введення шаріату в місті і на підтримку MNLA, протести були жорстоко розігнані вояками Ансар Дайн. У ніч на 8 червня відбулися бойові дії між вояками MNLA і Ансар Дайн, два вояка загинуло в перестрілці

### Битва за Гао і її наслідки
Ескалація конфлікту почалася між MNLA і ісламістами після не вдалої спроби злиття, і розподілу влади
Протести спалахнули 26 червня 2012 в місті Гао, більшість населення якого не туареги (на відміну від вояків MNLA), а Західно-Суданські групи — сонгай і фула. Протестуючі виступили проти MNLA і розкраяння Малі. Двоє з них були вбиті в результаті протестів, нібито вояками MNLA Протестувальники вийшли під малійськими та ісламістськими прапорами, France 24 повідомило, що багато місцевих жителів підтримують ісламістів через своєї опозиції до туарезьких націоналістів та відділення Азаваду.
26 червня 2012, напруженість призвела до тотальної боротьби в Гао між MNLA і MOJWA, з обох боків відбулась перестрілка важким озброєнням. Незабаром MNLA були вибиті з міста, і з Кидалі і Тімбукту незабаром після цього. Тим не менш, речник MNLA оголосив, що вони мають війська і продовжують контролювати деякі сільські райони в регіоні
Станом на жовтень 2012, MNLA зберіг контроль над містом Менака, з сотнями біженців, що втекли в місто від влади ісламістів, і місто Тинзауатен поруч з алжирським кордоном У тому ж місяці, відкололася від MNLA група — Фронт Звільнення Азаваду (FPA), група заявила, що туареги не мають на меті незалежність, і що вони повинні зосередитися на боротьбі з ісламістами

### Захоплення Дуенца і Менака
1 вересня 2012, MOJWA захопило південне місто Дуенца, яке раніше контролювала сонгайська міліція, Ganda Iso. Прес-секретар MOJWA заявив, що група мала угоди з Ganda Iso, але вирішили захопити місто, коли міліція зробила кілька неузгоджених дій. Після початку конфлікту війська MOJWA оточили місто, міліціянти здалися без бою і були роззброєні.
16 листопада 2012, війська MNLA спробували захопити Гао, проте наступ було відбито.
19 листопада 2012, війська MOJWA і AQIM зайняли східне місто Менака, яке раніше займало MNLA, з десятками бійців з обох сторін і цивільних осіб вбитими. У перший день боїв, MNLA стверджував їх війська вбили 65 бойовиків-ісламістів, в той час як вони втратили тільки одного вбитимих і 13 пораненими. Ісламісти в свою чергу заявили, що вони знищили понад 100 бійців MNLA і захопили 20.

## Іноземна інтервенція
У відповідь на прохання з боку уряду Малі і ЕКОВАС що до іноземного військового втручання, 12 жовтня 2012 Рада Безпеки ООН одноголосно згідно з главою VII в Статуту ООН, дозволило використання військ НАТО та африканських держав.

### Перемовини MNLA з урядом Малі
У грудні 2012, керманичі MNLA почали мирні переговори з урядом Малі і відмовилися від своєї попередньої мети — незалежності Азаваду на користь самоврядування. В січні 2013, в Парижі, прес-секретар MNLA, Мусса Аг Ассарід (який напередодні критикував відкраєну групу FPA за відмову від незалежності) заявив, що MNLA «готовий допомогти» своїм колишнім супротивникам в боротьбі проти ісламістів.
Проте MNLA не контролює великих населених пунктів на початок 2013 або великих пустельних теренів поблизу кордону з Мавританією, Алжиром і Нігером

### Битва за Кону і французька інтервенція
10 січня 2013, ісламісти відбили стратегічне місто Кона, розташоване в 600 км від столиці, у малійських військ Пізніше, приблизно 1200 бойовиків-ісламістів просунулися на 20 км до Мопті, Малі — військового гарнізону
Наступного дня французькі війська почали операцію Сервал, втрутившись у конфлікт
На думку аналітиків, французи були змушені діяти раніше, ніж планувалося, через важливість військового аеропорту Севаре, розташованого в 60 км на південь від Кона, для подальших операцій Операція включала використання вертольотів спецназу Газель, які зупинили ісламістські колони, що просувалися до Мопті, а також чотирьох Mirage 2000-D зі складу Armée de l'Air з бази в Чаді. 12 цілей були вражені Міражами в ніч 11—12 січня 2013. Начальник штабу французької армії, Едуар Гійо заявив, що ісламісти були виведені з Кона і відступили на кілька десятків кілометрів на північ. Повітряні удари, за повідомленнями, знищили півдюжини технічок і Командний центр ісламістів. Один французький льотчик, лейтенант Damien Boiteux, загинув, після того як його вертоліт був збитий вогнем із землі в ході операції
Слідом за французьким розгортанням військ, ЕКОВАС заявив, що військам африканських країн було наказано негайно розгортуватися у Малі. MNLA також запропонував приєднатися до наступу проти ісламістів.

### Інцидент із захопленням заручників в Ін-Аменас
16 січня стало відомо, що група бойовиків AQIM перетнули кордон Малі із Алжиром і захопили родовище природного газу що належить британському концерну BP, норвезькому Statoil і алжирській компанії Sonatrach у Ін-Аменас, неподалік від кордону з Лівією. Бойовики, вбили двох іноземних громадян та тримали 41 іноземного громадянина у заручниках, представники групи проголосили, що метою нападу було помститися країнам, які здійснили інтервенцією в Малі. Заручниками були декілька американських, японських, британських, румунських, і норвезьких громадян. Алжир, вів переговори з бойовиками, щоб спробувати домогтися звільнення заручників
19 січня 11 бойовиків і 7 заручників було вбито в останньому штурмі що припинив протистояння. Крім того, 16 іноземних заручників були звільнені, в тому числі 2 американці, 2 німця і 1 португалець.

### Наступ на північ Малі
16 січня французькі спецслужби, поряд із малійською армією, вступили в бій на вулицях з малими та мобільними групами джихадистів в місті Діабалі, але французький міністр оборони заперечує присутність французьких військ, що вступили у бої в Діабілі.
У той же день уряд Іспанії схвалив відправку одного транспортного літака в Малі в цілях матеріально-технічного забезпечення та підготовки кадрів. Тим часом, уряд Німеччини дозволив відрядження двох Transall C-160 транспортних літаків для перевезення африканських військ в столицю Бамако. Крім того, уряд Італії пообіцяв повітряний транспорт за для логістичної підтримки.
17 січня гарнізон Банамба був приведений до підвищеної бойової готовності, після того як ісламісти почали наступ на місто з Діабалі.
18 січня, малійська армія оголосила, про встановлення повний контроль над Кона знову інформація була підтверджена речниками Ансар Дайн. У той же день ісламісти були вибиті з Діабалі відповідно до декількох місцевих джерел.
21 січня французькі і малійські війська увійшли в Діабалі без опору Дуентца також було захплено в той же день.
Ввечері 24 січня малійські солдати взяли під контроль Гомборі У той же день відколовшаяся від Ансар Дайн, Ісламський рух за Азавад, заявив, що він прагне до мирного вирішення конфлікту і закликає Францію та Малі припинити бойові дії на півночі, за для «створення атмосфери миру, яка відкриє шлях для широкого політичного діалогу».
26 січня, французький спецназ захопив аеропорт і важливий міст в місті Гао які були під контролем ісламістів. Того ж дня місто було взято французько-малійськими військами.
27 січня, французькі і малійські війська оточили Тімбукту і почали штурм міста. Аеропорт Тімбукту було захоплено також 27 січня. 28 січня, малійські та французькі військові джерела оголосили, що весь район між Гао і Тімбукту знаходиться під контролем уряду і доступ в місто вільний.
28 січня MNLA взяв під свій контроль Кідалі за допомогою Ісламського руху за Азавад а також міста Тессаліт і Ін-Халіл. Ісламісти, відступили в гори.
29 січня, перші не-малійські африканські війська увійшли в Північне Малі. Нігерійські солдати зайняли Ансонго і чадські війська, Менаку. Чисельніша армія Чаду продовжила наступ на північ від Менаки в підтримку малійської армії.
30 січня, французи захопили аеропорт Кідалі. За для запобігання конфліктів між вояками Малі та туарегами, делегація MNLA виїхали в Уагадугу вести переговори з Малійськими посадовими особами.

### Партизанська фаза
Ісламісти відступили до Адрар-Іфорас, безплідне високогір'я на північному сході Малі. Знання та контроль над місцевими джерелами води грає життєво важливу роль в конфлікті, що триває в цій області. 19 лютого Франція почала нову операцію (Пантера), з метою придушення опору у регіоні.
8 лютого відбувся перший з часу початку французької інтервенції теракт. Смертник підірвав себе на посту малійської армії за сто кілометрів на північ від Гао. Один солдат був поранений. У цей же день малійські частини провели операцію проти елітних підрозділів армії Малі, так званих «червоних беретів», які залишилися вірними поваленому президентові Амаду Тумані Туре. «Червоні берети» дислокувались у військовому містечку, біля Бамако, і, як повідомляють в міністерстві оборони Малі, відмовлялися брати участь у боях з ісламістами. Після зіткнення були постраждалі з обох боків і серед цивільного населення.
10 лютого ісламісти влаштували ще один теракт на тому ж місці, де і перший. Постраждала одна людина. Відповідальність за обидва теракти взяла організація «Рух за єдність і джихад в Західній Африці» і 10 лютого в неділю вчинила атаку на Гао. Бойовики змогли досягти центру міста, укріпитися в житлових будинках і поліцейській дільниці. Бої йшли весь день. У понеділок вранці французька авіація розбомбила поліцейський відділок, а малійським частинам довелося перевіряти квартали міста.
19 лютого франко-малійські сили проводили операцію на півночі країни, в гористій місцевості Адрар-Іфорас. У боях було ліквідовано 20 ісламістів, авіація розбомбила склади зі зброєю. У перестрілці загинув французький сержант. Він став другим вбитим ісламістами французьким солдатом в Малі з початку інтервенції.
21 лютого «Рух за єдність і джихад в Західній Африці» в черговий раз атакувало Гао. Ісламісти атакували місто в ніч з середи (20 лютого) на четвер. Вони зайняли мерію і резиденцію губернатора. У четвер і п'ятницю малійці і французи намагалися вибити супротивників. Були задіяні французькі вертольоти. В ході перестрілки постраждала будівля суду, в якій сталася пожежа. В іншій частині країни, недалеко від міста Кідаль, бойовики того ж угрупування влаштували теракт. Терорист-смертник підірвався в автомобілі поряд з військовим табором, де розташувалися війська Франції і Чаду. Поранені два мирних жителя.
23 лютого війська міжнародної коаліції, що продовжили бойові дії проти ісламістів на плоскогір'ї Адрар-Іфорас, в результаті бою із загонами супротивника вбили до 65 бойовиків. Також було вбито 13 солдатів армії Чаду, що стало найбільшою втратою іноземних сил в Малі.
Президент США Барак Обама 22 лютого 2013 оголосив про те, що близько 100 американських військових вже відправлені в Нігер, сусідню з Малі країну, для того щоб допомогти міжнародним силам в Малі. Американський загін повинен встановити військово-повітряну базу в столиці Нігеру Ніамей, звідки буде можливо здійснювати спостереження за терористичними групами. Інформацією США будуть ділитися з воюючими в Малі державами, що воюють в Мал¡.
24 лютого, 28 ісламістів і десять вояків Чаду загинуло під час бойових дій в горах Адрар-Іфорас в північній частині Малі.
26 лютого, начинений вибухівкою автомобіль вибухнув у місті Кідаль на контрольно-пропускному пункті MNLA. Щонайменше 7 бійців MNLA разом з терористом-смертником загинули в результаті нападу.

### Операція «Бархан»
Продовженням операції «Сервал» стала Операція "Бархан" (2013—2021), що поширилася, крім Малі, ще на чотири держави — Мавританія, Буркіна-Фасо, Нігер і Чад.
Наприкінці березня 2020 року почала функціонувати нова військова група «Такуба», інтегрована в командну структуру операції «Бархан» за участю Бельгії, Великобританії, Німеччини, Данії, Малі, Нігера, Нідерландів, Норвегії, Португалії, Франції, Швеції, Чехії та Естонії. Однак на тлі розбіжностей з чинною владою Малі деякі країни оголосили про відмову від подальшої участі в цій операції.

### Виведення французьких військ та інтервенція Росії
Відносини між Францією та Малі стали різко погіршуватися після захоплення влади у країні військовою хунтою Ба Ндау в серпні 2020 року. У 2021 напруженість між країнами продовжила зростати у зв'язку із черговим військовим переворотом та початком співпраці малійського керівництва із найманцями російської ПВК «Вагнер», яким нова хунта Малі, за даними ЗМІ, готова була виплачувати понад 9 млн євро на місяць за розміщення в країні близько 1000 бійців ПВК, що мали займатися тренуванням місцевих військових та захистом високопосадовців. Наприкінці грудня 2021 представники хунти заявили про перебування на території Малі  «російських інструкторів», заперечивши при цьому їхню належність до ПВК.
17 лютого 2022 Президент Франції Еммануель Макрон оголосив, що французькі війська залишать Малі, адже Франція не може продовжувати воєнні дії разом із владою, чию стратегію та приховані цілі не поділяє. Протягом наступних шести місяців, з території Малі було виведено 2400 французьких військових та кількасот військовослужбовців групи «Такуба», до складу якої входили підрозділи інших європейських держав.
На початку інтервенції, участь російських найманців у конфлікті не принесла істотних успіхів, а лише посприяла його ескалації та призвела до зростання кількості випадків насильства у країні. Так, у травні 2022, ООН повідомила про збільшення в 10 разів у порівнянні з кінцем попереднього року кількості порушень прав людини, вчинених урядовими військовими проти мирного населення. За даними ACLED, лише у період з січня по середину квітня 2022, військовослужбовці Малі та вагнерівці були причетні до вбивства не менше 456 цивільних осіб, понад 300 з яких були вбиті наприкінці березня під час антитерористичної операції в місті Мура.
20 квітня 2022 ЗМІ повідомили про перший випадок загибелі в ході війни російського інструктора, який підірвався на саморобному вибуховому пристрої поблизу Хомборі та помер від отриманих поранень у госпіталі міста Севаре.
У серпні 2022 РФ передала Малі третю партію бойової авіації, до складу якої увійшли вертольоти Мі-24П, Мі-8 та літаки L-39 і Су-25. Однак, обидва переданих Су-25 були втрачені малійською армією протягом року. Наступна партія авіації чисельністю у 8 літаків та 2 вертольоти була передана в січні 2023.
16 червня 2023 хунта Малі звернулась до ООН з вимогою вивести миротворців місії МІНУСМА з країни. 30 червня Рада Безпеки ООН прийняла рішення про завершення місії, виведення контингенту якої тривало до 31 грудня.
У вересні 2023 угрупування туарегів координаційного руху «Азавад» оголосили війну керівництву Малі, розпочали мобілізацію військ та змогли встановити свій контроль над низкою населенних пунктів на півночі країни.
23 вересня 2023 в аеропорту Гао, вилетівши за межі злітно-посадкової смуги, розбився військово-транспортний літак Іл-76 із малійськими військовими та найманцями ПВК «Вагнер» на борту.
Протягом жовтня-листопада 2023 збройні сили Малі разом з російськими найманцями взяли під контроль місто Кідаль та селища Агелок і Тесаліт.

#### Засідка під Тінзаватеном
20 липня 2024 року збройні сили Малі спільно з росіянами розпочали наступ на контрольовані туарегами райони вздовж кордону з Алжиром на північному сході країни. У перші дні операція малійської армії йшла успішно, їй вдалося зайняти прикордонне село Ін-Арафак. У ніч з 25 на 26 липня урядові сили розпочали просування у напрямку міста Тінзаватен, що розташоване з алжирського боку кордону. Однак, наступу завадила піщана буря, яка розпочалася, коли військові наблизилися на відстань двох кілометрів до кордону, змусивши обидві сторони тимчасово призупинити бойові дії.
Конвой FAMA та російських найманців, прямуючи на ротацію, потратив у засідку сил Національного руху за визволення Азаваду (CSP-DPA) та був розгромлений. Наступного дня, туареги опублікували в мережі кадри з місця подій, на яких видно захоплену техніку, десятки тіл убитих бійців російсько-малійських сил та декілька полонених бойовиків ПВК «Вагнер». За даними російських джерел, у засідці могли загинути від 20 до 50 вагнерівців, що стало найбільшою разовою втратою за весь час присутності ПВК в Африці. Одним із загиблих виявився адміністратор відомого телеграм-каналу «GREY ZONE», російський пропагандист та учасник війни проти України, Микита Фєдянін. Крім того, в ході бою, повстанцям вдалося пошкодити кулеметним вогнем 2 гелікоптери росіян та вбити командира одного з них.
Збройні сили Малі заявили про знищення в ході операції 20 військових CSP-DPA, самі повстанці оцінили свої втрати у 7 загиблих та 12 поранених.
У відповідь на поразку, 31 липня збройні сили Малі та союзної Буркіна-Фасо обстріляли околиці Тінзаватену використовуючи ударні БПЛА. За даними повстанців, внаслідок удару керованого військовими Буркіна-Фасо дрону, загинуло понад 50 іноземних громадян із Нігеру, Чаду та Судану, що працювали на місцевих золотих копальнях. 25 серпня БПЛА Bayraktar TB-2 урядових військ завдали нових ударів по Тінзаватену, обстрілявши будівлю єдиної аптеки міста. Повстанці повідомили про щонайменше 21 вбитого мирного жителя, серед яких було 11 дітей. Організація Human Rights Watch підтвердила загибель 5 дітей та двох чоловіків у результаті атаки.

#### Напад на Бамако
Вранці 17 вересня 2024 кількадесят джихадистів пов'язаного з Аль-Каїдою угруповання Джамаат Нусрат аль-Іслам валь-Муслімін (ДНІМ) здійснили атаку на школу жандармерії, де нападниками було вбито близько 50 студентів-жандармів, та міжнародний аеропорт імені Модібо Кейти у Бамако. В аеропорту ісламісти обстріляли та підпалили кілька літаків, у тому числі президентський Boeing 737-700 BBJ. Стрілянина у місті тривала протягом 9 годин, доки напад не було остаточно відбито урядовими силами. Видання Le Figaro із посиланням на офіційний конфіденційний документ повідомило про понад 100 жертв атаки, 81 з яких названа у документі поіменно. Ще 255 осіб зазнали поранень. Державний телеканал Малі показав кадри із близько 20 затриманими, назвавши їх причетними до атаки. ДНІМ заперечила належність затриманих до організації, заявивши про загибель усіх учасників нападу. Згідно заяви ДНІМ, нападникам вдалося вбити або поранити сотні малійських військових та російських найманців, а також знищити 5 літаків і безпілотник. Напад став першою масштабною атакою на столицю країни з 2015 року.
22 листопада, бойовики ДНІМ влаштували засідку на вантажівку та легковий автомобіль ПВК «Вагнер» у регіоні Мопті на дорозі між містами Бандіагара та Джігібомбо, убивши від 5 до 7 росіян. У якості трофеїв ісламістам дісталася стрілецька зброя, зокрема, 5 автоматів АК, ручний кулемет калібру 7,62 мм ПК/ПКМ та великокаліберний кулемет калібру 12,7 мм Khawad.

#### Фронт визволення Азаваду
Протягом 26-30 листопада у Тінзаватені відбулася зустріч за участі 180 членів CSP, за підсумками якої шляхом злиття Національного руху за визволення Азаваду (MNLA), Вищої ради єдності Азаваду (HCUA), а також частково Арабського руху Азаваду та угруповання GATIA було проголошення заснування Фронту визволення Азаваду (Front de libération de l'Azawad, FLA). Метою нового руху поставлено здобуття незалежності держави Азавад, керівництво Фронтом доручили лідеру CSP Білялю Аг Шеріфу. Наступного дня, безпілотники Bayraktar Akinci ЗС Малі завдали удару по місту, вбивши 8 учасників зустрічі, у тому числі одного із підписантів документу про заснування FLA, лідера фракції GATIA Фахада Аг Альмахмуда.

## Втрати

### Іноземні
В ході війни загинуло 332 іноземних військових-учасників міжнародних місій, у тому числі 38 під час місії AFISMA та 294 під час MINUSMA. Крім того, на території Малі загинули 52 французьких солдатів та десятки найманців російської ПВК «Вагнер».Анонімний OSINT-дослідник Necro Mancer, що займається встановленням, документацією та аналізом подій війни, станом на червень 2025 року установив імена 100 загиблих у Малі вагнерівців. У 2022 році було зафіксовано 3 вбитих, у 2023 — 13, у 2024 — 79, у 2025 — 5.
| Країна       | Кількість загиблих |
| ------------ | ------------------ |
| Чад          | 114                |
| Росія        | 100+               |
| Франція      | 52                 |
| Буркіна-Фасо | 28                 |
| Гвінея       | 27                 |
| Нігер        | 27                 |
| Того         | 27                 |
| Бангладеш    | 18                 |
| Єгипет       | 17                 |
| Сенегал      | 16                 |
| Кот-д'Івуар  | 8                  |
| Нігерія      | 7                  |
| Камбоджа     | 6                  |
| Нідерланди   | 5                  |
| Бенін        | 4                  |
| Йорданія     | 4                  |
| Шрі-Ланка    | 4                  |
| Бурунді      | 2                  |
| Німеччина    | 2                  |
| Туніс        | 2                  |
| Франція      | 2                  |
| Гаїті        | 1                  |
| Гамбія       | 1                  |
| Ефіопія      | 1                  |
| Замбія       | 1                  |
| Іспанія      | 1                  |
| Камерун      | 1                  |
| Китай        | 1                  |
| Ліберія      | 1                  |
| Сальвадор    | 1                  |
| Сербія       | 1                  |
| США          | 1                  |
| Філіппіни    | 1                  |
| Всього       | 467+               |